# Orobincovité
Orobincovité (Typhaceae Juss.) je čeleď jednoděložných rostlin z řádu lipnicotvaré (Poales). Ve starších taxonomických systémech byla čeleď řazena do řádu pandánotvaré (Pandanales) nebo do samostatného řádu orobincotvaré (Typhales) a obsahovala pouze jediný rod orobinec (Typha). Podle nejmodernějšího systému APG III sem byl přiřazen ještě rod zevar (Sparganium), který byl dříve řazen do samostatné čeledi zevarovité, která obsahovala také jen rod zevar.

## Popis
Jsou to vytrvalé byliny s oddenky, většinou vodní nebo bažinné kořenící ve dně, zřídka i plovoucí. Listy jsou jednoduché, střídavé, přisedlé, dvouřadě uspořádané, vzpřímené nebo někdy plovoucí na hladině. Čepele jsou čárkovité, celokrajné, se souběžnou žilnatinou. Jsou to jednodomé rostliny s jednopohlavnými květy. Květy jsou uspořádány v květenstvích, někdy složených, palicích nebo hlávkách, které jsou pohlavně rozlišené, nahoře jsou samčí palice či hlávky, dole samičí. Okvětí je velmi redukované, na šupiny nebo chlupy, nejčastěji obsahuje 1-6 členů. Tyčinky v samčích květech jsou nejčastěji 3, řidčeji 1-6, volné nebo srostlé. Gyneceum je srostlé z 1-2 plodolistů, je monomerické, pseudomonomerické nebo synkarpní, semeník je svrchní. Plodem je drobný měchýřek před puknutím připomínající nažku, oříšek až peckovice.

## Rozšíření
Jsou známy 2 rody orobinec (Typha) a zevar (Sparganium) a asi 25 druhů, které jsou rozšířeny na vhodných stanovištích většiny světa. V ČR roste 7 druhů, 2 další už z České republiky vymizely.